# Andong (Butuh)
Andong is een bestuurslaag in het regentschap Purworejo van de provincie Midden-Java, Indonesië. Andong telt 1206 inwoners (volkstelling 2010).